# Den ödesdigra klockan
Den ödesdigra klockan är en svensk svartvit film från 1966 med regi och manus av Bertil Malmqvist. Filmen var hans regidebut och i rollerna ses bland andra Lars Passgård, Yvonne Norrman och Marianne Nilsson.

## Om filmen
Inspelningen ägde rum under senare hälften av juli och hela augusti 1966 i Malmö med Johnny Schwerin som fotograf. Musiken komponerades av René Ohlsson och Lennart Berg och filmen klipptes av Emil A. Lingheim. Den premiärvisades den 28 november 1966 på flera biografer runt om i Skåne.
Filmen mottog negativa recensioner och Malmqvists insatser bedömdes vara amatörmässiga.

## Handling
En prästson råkar av en olyckshändelse bli slagen i huvudet av en kyrkklocka och åsamkar sig en permanent hjärnskakning. I vuxen ålder blir han intagen på mentalsjukhus och hamnar i konflikt med bland andra sin far, faderns nya kvinna och sin psykolog. Han rymmer från sjukhuset och går med i ett gangstergäng, vilket kommer att utnyttja honom för sina egna syftens skull. Han skjuter till slut gangsterligans ledare och blir därefter förföljd av polis. Han tar sin tillflykt till ett kyrktorn och begår där självmord genom att kasta sig ut från tornet. Filmen avslutas med att hela de tidigare händelseförloppet rullas upp som en återblick.

## Rollista
- Lars Passgård – Sven Bertil Kjellman
- Yvonne Norrman – Sonja
- Marianne Nilsson – Karin
- Owe Stefansson – snobben
- Bengt Rosén – Percy
- Roy Fjärrstad	– Lången
- Gustaf Färingborg	– prästen
- Charlotte Dittmer	– lärarinnan
- Nils Bäckström – Karins pappa
- Emy Storm	– Karins mamma
- Ragnar Landerholm – Willy
- Oscar Karlsson – en äldre herre
- Gunilla Ohlsson – den äldre herrns flicka
- Bengt Brunskog – läkaren
- Gun Sand – en sköterska
- Nils Jönsson – vakten på sjukhuset
- Bert Bergqvist – kriminalaren
- Carina Malmqvist – en liten flicka
- Gunvor Nilsson – den lilla flickans mamma
- Bertil Nilsson – den lilla flickans pappa
- Peter Guggenheim – Sven som barn
- Jörgen Barwe – en specerihandlare
- Arne Boo – orkesterledaren